# پال‌جی‌ان
شبکه گیمینگ پال (به انگلیسی: Pal Gaming Network) که به اختصار پال‌جی‌ان (به انگلیسی: PALGN) نیز گفته می‌شود یک وبسایت در زمینه اخبار و نقد بازی‌های ویدئویی است که در استرالیا مستقر است.